# Silvia Gaudino
Silvia Gaudino (Monza, 14 dicembre 1981) è una dirigente sportiva ed ex rugbista a 15 italiana, a lungo terza linea centro del Monza, con cui si laureò campione d'Italia nel 2014, e 72 volte internazionale per l'Italia con cui prese parte alle Coppe del Mondo del 2002 e 2017 e vinse il campionato d'Europa nel 2005.
Da dopo la fine dell'attività agonistica è dirigente regionale per la Campania della Federazione Italiana Rugby e direttrice sportiva di un club a Salerno, sua città di residenza.

## Biografia
Monzese, giunse al rugby a 17 anni dopo aver praticato altri sport: dapprima fu per un brevissimo periodo a Rho ma la squadra femminile si sciolse subito, poi si spostò a Brescia (al Fiumicello) e poi in provincia di Padova al Roccia Rubano prima di tornare nella neonata formazione femminile del Monza nel 2002.
Debuttò in Nazionale nel 2001 contro l'Inghilterra e prese parte alla Coppa del Mondo di rugby femminile 2002 in cui l'Italia giunse dodicesima; nel 2005 fu campione d'Europa in Germania.
In occasione del Sei Nazioni 2013 divenne capitano della Nazionale e nel 2014 guidò da capitano il Monza alla conquista del suo primo scudetto nonché prima affermazione assoluta di un XV femminile non veneto nel massimo campionato italiano.
Nel 2016 si assentò dagli impegni sportivi per la gravidanza, lasciando la fascia di capitano in nazionale a Sara Barattin; dopo la nascita di suo figlio tornò a disposizione per la Coppa del Mondo di rugby femminile 2017, alla cui qualificazione Gaudino aveva parzialmente contribuito grazie alle tre vittorie nel Sei Nazioni 2015 che resero sufficiente all'Italia vincere un solo incontro nell'edizione successiva contro Galles o Scozia.
Prima della manifestazione mondiale, alla quale l'Italia giunse nona, Gaudino annunciò il termine della sua carriera internazionale insieme ad altre compagne tra le quali Veronica Schiavon, l'unica insieme a lei ad aver partecipato alla precedente esperienza in Coppa del Mondo quindici anni prima.
Trasferitasi dopo il ritiro a Salerno, città d'origine della sua famiglia, è divenuta responsabile tecnico dello sviluppo femminile presso il comitato campano della Federazione Italiana Rugby nonché direttrice sportiva del salernitano Arechi Rugby.

## Palmarès
- Campionati europei: 1
Italia: 2005
- Campionati italiani: 1
Monza: 2013-14